# 臺中市西區大同國民小學
臺中市西區大同國民小學（簡稱大同國小），是台灣台中市西區的一所市立國民小學，成立於1899年，時稱「臺中小學校」。

## 校史

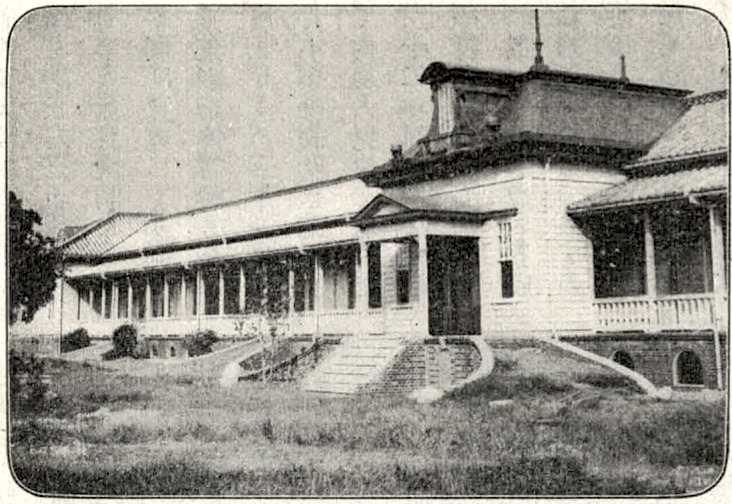
臺中小學校

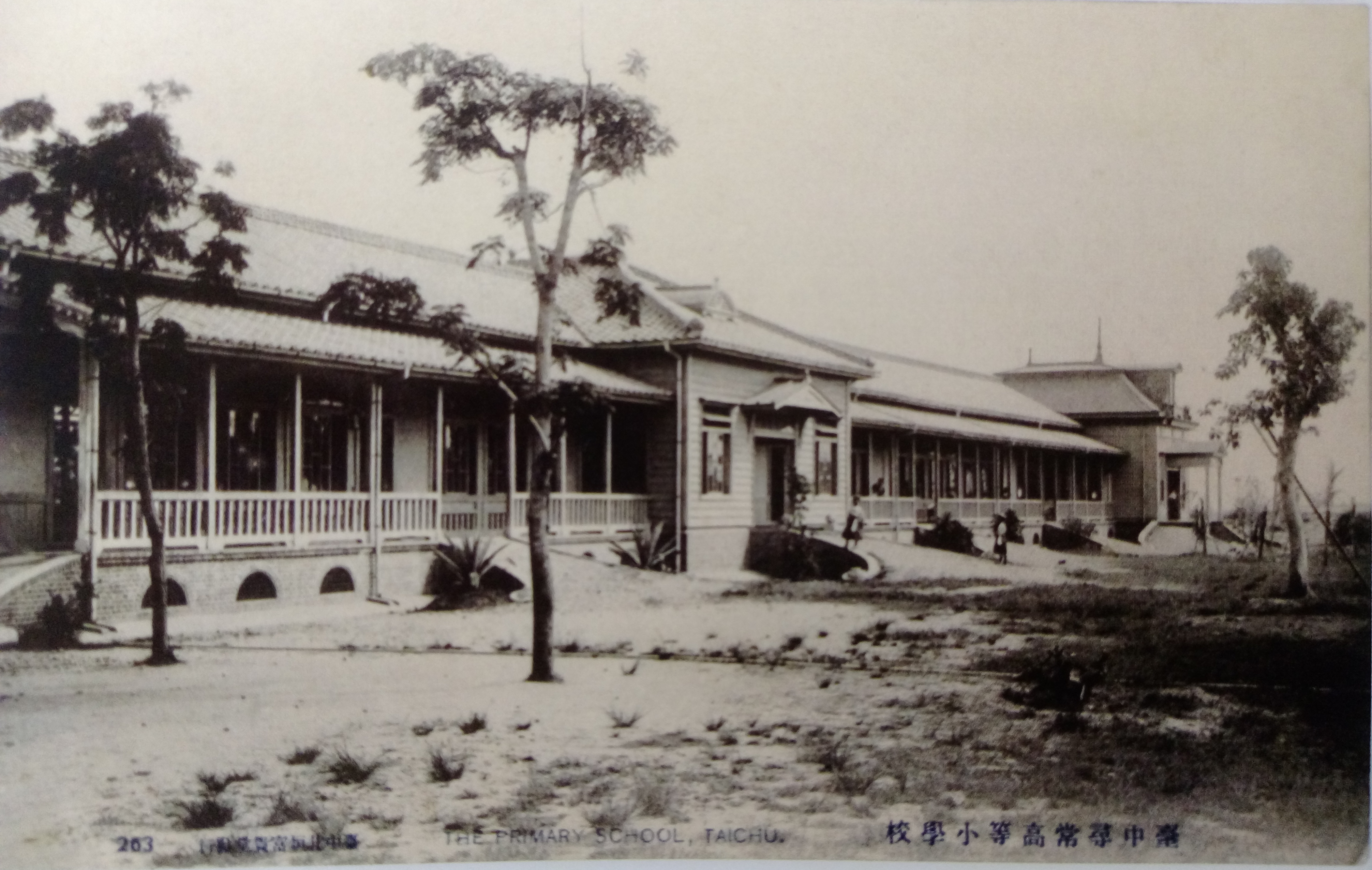
臺中尋常高等小學校

- 1899年3月，成立專收日籍兒童的「臺中小學校」。
- 1903年，改稱「臺中尋常高等小學校」。
- 1919年4月，改稱「臺中第一尋常高等小學校」。
- 1932年4月，改稱「明治尋常高等小學校」。
- 1941年4月，因臺灣教育令修正，改為「明治國民學校」。
- 1946年2月，因中華民國政府接收台灣總督府轄下領土，改制為「臺中市大同國民學校」。
- 1947年6月，改名「臺中市西區自由第一國民學校」。
- 1948年10月，再改名「臺中市西區大同國民學校」。
- 1952年2月，設立國光分班（隔年1月獨立設校，為臺中市南區國光國民小學）。
- 1968年8月實施九年國民教育，改制更名為「臺中市西區大同國民小學」；部份校地撥借光明國中使用。
- 1972年8月，實施學區制。
- 1986年8月，成立美術教育實驗班。
- 1997年7月，光明國中使用校地全部撥還。
- 1999年3月，舉辦創校100週年慶祝活動。
- 2004年2月，大同國小前棟大樓被臺中市政府文化局登錄為歷史建築。

## 歷任校長
日治時期
| 任次 | 校長       |
| ---- | ---------- |
| 1    | 長谷八太郎 |
| 2    | 稻村乙彥   |
| 3    | 玉井鄉方   |
| 4    | 鈴木稻作   |
| 5    | 木村達成   |
| 6    | 田中米藏   |
| 7    | 明石要一   |
| 8    | 中川孫次郎 |
| 9    | 財津吉隆   |

戰後
| 任次 | 校長   | 任期時間                    | 備註 |
| ---- | ------ | --------------------------- | ---- |
| 1    | 江天德 | 1945年12月－1952年2月       |      |
| 2    | 賴登權 | 1952年2月－1974年2月        |      |
| －   | 徐德標 | 1974年2月－1974年8月        | 代理 |
| 3    | 廖學濕 | 1974年8月－1987年8月        |      |
| 4    | 王汾騰 | 1987年8月－1991年8月        |      |
| 5    | 陳輝煌 | 1991年8月－1996年3月        |      |
| 6    | 王少熙 | 1996年3月－2000年2月        |      |
| 7    | 莊碧雲 | 2000年2月－2000年8月        |      |
| 8    | 辜泰洲 | 2000年8月－2005年8月        |      |
| 9    | 吳採霞 | 2005年8月－2011年2月        |      |
| 10   | 程欽昌 | 2011年2月－2012年7月31日    |      |
| 11   | 鄭麗娟 | 2012年8月1日－2019年7月31日 |      |
| 12   | 馬任賢 | 2019年8月1日至今            |      |

## 現況
建築
- 普通教室：57間
- 專科教室：29間

班級數
- 國小部：46班
- 幼兒園：4班

## 學區
- 西區
  - 利民里、民生里
- 南區
  - 長榮里、新榮里、長春里（第1－20、26鄰）、江川里（第7、19－21鄰）
- 中區
  - 公園里（第1－3、5、9、12、14鄰）、繼光里（第1－11鄰）、綠川里（第1－19、25－27、30鄰）

## 知名校友
- 毛治國：前行政院院長。
- 丁肇中：諾貝爾物理學獎得主。
- 吳澧培：總統府資政，曾任阿拉斯加國家銀行（英语：National Bank of Alaska）副總裁。
- 盧千惠：兒童文學作家，其夫為前駐日代表許世楷。
- 洪昭男：前立法委員。
- 馮滬祥：前立法委員。
- 熊秉元：國立臺灣大學經濟系教授。
- 林超駿：國立臺北大學法律系教授。
- 劉克襄：作家。
- 林晉章：前台北市議員。
- 龐祥麟：演員。
- 葛金城：演員，藝名葛小寶。
- 隋棠：演員。
- 陳欣德：曾任長榮航空總經理、復興航空集團執行長。
- 賴佳微：台中市議員。
- 江韋倫：聯聚建設董事長。
- 魏哲家：臺積電總裁。

## 外部連結
- 臺中市西區大同國民小學